# L.D. 50
L.D. 50 je debutové studiové album skupiny Mudvayne. Produkoval je Shawn Crahan z kapely Slipknot.

## Styl a inspirace
LD.50 je označováno jako math metal. Jejich hudební styl má vlivy death metalu, hardcore punku, jazz fusionu, speed metalu  a hip hopu.

## Seznam písní
1. "Monolith" – 1:52
2. "Dig" – 2:43
3. "Internal Primates Forever" – 4:25
4. "-1" – 3:58
5. "Death Blooms" – 4:52
6. "Golden Ratio" – 0:54
7. "Cradle" – 5:14
8. "Nothing to Gein" – 5:29
9. "Mutatis Mutandis" – 1:43
10. "Everything and Nothing" – 3:14
11. "Severed" – 6:33
12. "Recombinant Resurgence" – 2:00
13. "Prod" – 6:03
14. "Pharmaecopia" – 5:34
15. "Under My Skin" – 3:47
16. "(k)Now F(orever)" – 7:06
17. "Lethal Dosage" – 2:59

## Obsazení
- Kud (Chad Gray) – zpěv
- GurrgGreg (Greg Tribbett) – kytary, zpěv
- sPaG (Matthew McDonough) bicí
- RyknowRyan (Ryan Martinie) – baskytara